# Parco nazionale di Korup
Il parco nazionale di Korup è un parco nazionale del Camerun.

## Geografia
Il parco nazionale si trova nel Camerun sud-occidentale, al confine con la Nigeria. Confina in parte con l'adiacente parco nazionale di Cross River, in territorio nigeriano. Copre una superficie di 1 250 km² ed è costituito principalmente da foresta pluviale tropicale di pianura.

## Storia
Il parco venne istituito nel 1984 e inaugurato dal principe Carlo nel 1990. All'interno del parco si trovano cinque villaggi, con 900 abitanti in tutto. Attraverso il parco passano le rotte percorse dai trafficanti diretti verso la Nigeria e il bracconaggio è un problema talmente grande che nel 2004 il WWF ha smesso di operare nel parco. Nell'area protetta si trovano diverse strutture per il campeggio e sentieri facilmente percorribili: uno di questi conduce ad un affioramento roccioso dal quale si ha una vista meravigliosa sulla foresta pluviale.

## Flora

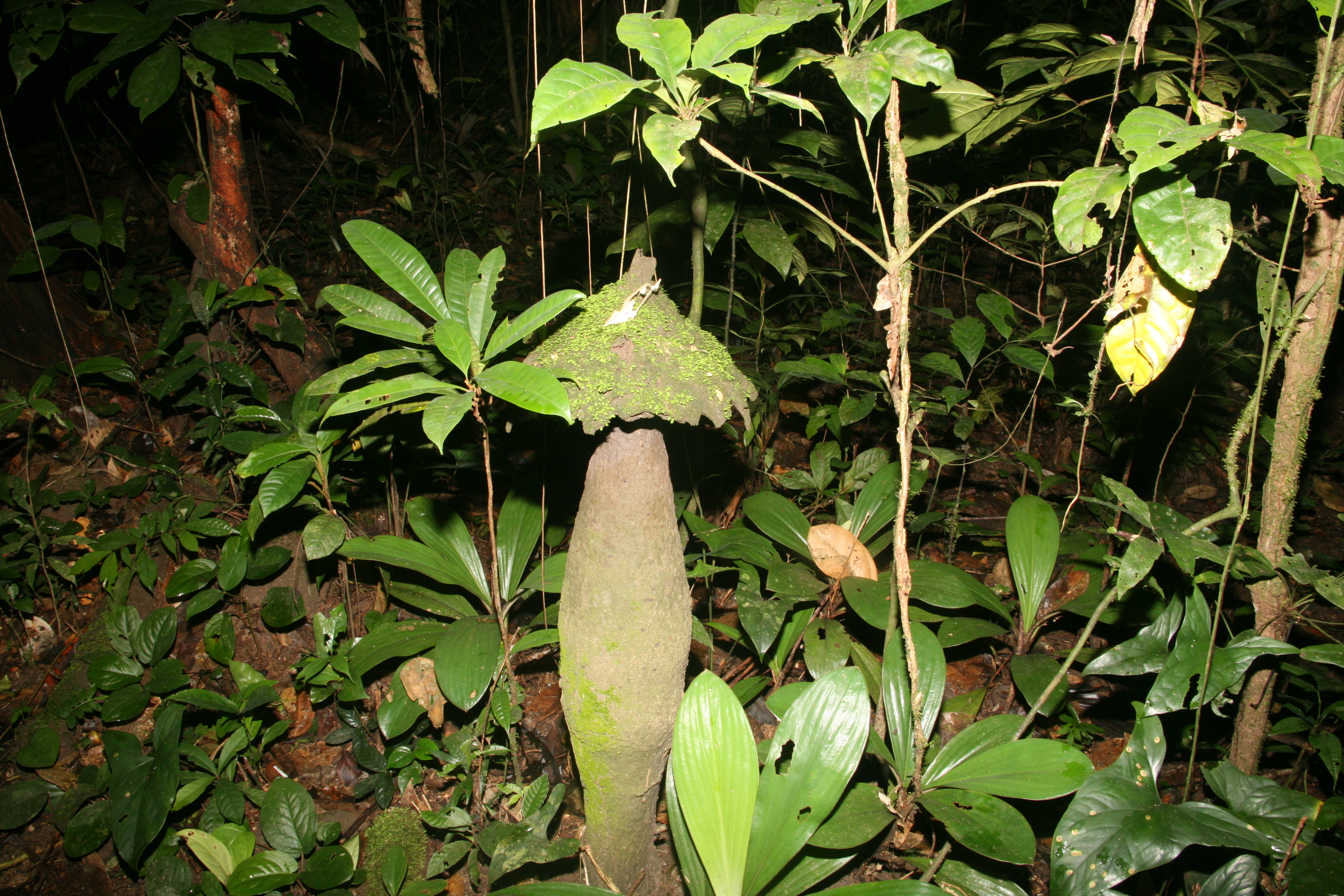
Un termitaio nella foresta.

Nel contesto di un progetto condotto dalla Smithsonian Institution, nel parco nazionale di Korup sono state censite 620 specie di alberi e arbusti. La foresta è estremamente fitta, con circa 7 500 alberi per ettaro. Oltre a questi, vi sono quasi 500 specie di piante erbacee e liane. Gli alberi possono raggiungere un'altezza massima di 50 metri. Tra le specie più degne di nota ricordiamo i giganteschi alberi della famiglia delle Leguminose appartenenti al genere Microberlinia, caratterizzati da enormi radici-contrafforti.
Tra le altre specie di alberi ricordiamo alcune specie di albero della cola (ad esempio Cola nitida), di Ebanacee (ad esempio Diospyros pseudomespilus) e di Leguminose (come Eurypetalum unijugum).
Nell'ambito di una ricerca effettuata dall'American National Cancer Institute, nel 1987, Duncan W. Thomas, dell'Orto Botanico del Missouri, raccolse un esemplare di una liana della specie Ancistrocladus korupensis, dal quale venne isolata una sostanza, la michellamina B, con elevata attività in vitro contro il virus HIV. La michellamina B fa parte di una nuova classe di alcaloidi isolati da A. korupensis. Questa classe è dotata di interessante attività doppiamente inibitoria nei confronti di HIV-1: a livello della trascrittasi inversa e della formazione di sincizi. Alcaloidi simili sono stati in seguito isolati anche da altre specie di Ancistrocladus. In due studi del 1996 sia la michellamina A che la B hanno dimostrato attività anti-HIV-1 che HIV-2.

## Fauna
Il parco nazionale di Korup ospita il 25% di tutte le specie di primati africani, tra cui lo scimpanzé e specie più rare quali il drillo e il colobo rosso di Preuss; tra gli altri mammiferi del parco ricordiamo gli elefanti di foresta, i cefalofi e i pangolini.
Qui vivono circa 690 specie di uccelli, tra cui l'aquila coronata. Essa dà soprattutto la caccia alle scimmie, ma talvolta cattura anche i cefalofi.
Tra i numerosissimi insetti del parco ricordiamo il Papilio antimachus, una delle farfalle più grandi dell'Africa.

## Minacce
Nelle aree immediatamente adiacenti a sud del parco nazionale di Korup, una società con sede a New York prevede di convertire 70.000 ettari di foresta in piantagioni di olio di palma. I conservazionisti sostengono che ciò potrebbe disturbare gli spostamenti degli animali selvatici. Anche gli abitanti locali e alcune organizzazioni non-profit si sono schierati contro il progetto, che è stato inoltre dichiarato illegale da due tribunali del Camerun nel 2012.